# Gardenstown

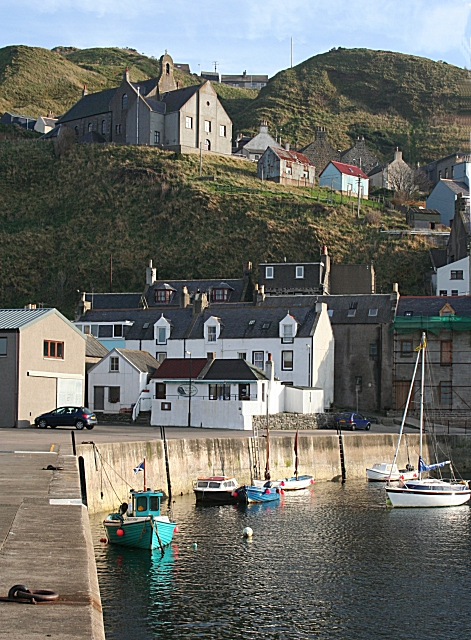
Il porto peschereccio di Gardenstown

Gardenstown (anticamente e in Scots: Gamrie; in gaelico scozzese: Gamraidh), è un villaggio di pescatori della Scozia nord-orientale, facente parte dell'area di consiglio dell'Aberdeenshire ed affaccio sulla baia di Gamrie (parte del Moray Firth). Conta una popolazione di circa 500-600 abitanti.

## Geografia fisica
Gardenstown si trova ad ovest/sud-ovest di Crovie e a nord di Dubford e a 10 km ad est di Macduff.

## Origini del nome
Il villaggio prende il nome dal suo fondatore, Alexander Garden.

## Storia
Nel 1004 vennero sconfitti in loco in Danesi e, per commeorare l'evento, ancor prima della fondazione del villaggio, nel 1513 venne eretta una chiesa in loco dedicata a San Giovanni Evangelista.
Il villaggio vero e proprio venne fondato nel 1720 grazie da Alexander Garden.
Negli anni venti del XX secolo, Gardenstown e il vicino villaggio di pescatori di Crovie ospitavano complessivamente 250 pescatori e 50 imbarcazioni da pesca.
Il 31 gennaio 1953, Gardenstown fu investita da un'inondazione che distrusse il sentiero che la collegava a Crovie. In seguito a questo evento, si trasferirono a Gardenstown molti degli abitanti di Crovie.

## Monumenti e luoghi d'interesse

### Architetture religiose

#### Chiesa di San Giovanni Evangelista
Storico edificio religioso è la chiesa di San Giovanni Evangelista: fondata, come detto, nel 1513  (v. la sezione "Storia") e ora in rovina, rimase in uso fino al 1827.
L'edificio è circondato da un cimitero, rimasto in uso fino al 1952.

#### Chiesa parrocchiale
Risale invece al 1830 la nuova chiesa parrocchiale di Gardenstown.

### Architetture militari
Nei pressi del villaggio, si ergono poi le rovine di Findon Castle.

### Architetture civili
La parte più antica del villaggio è Seatown, l'area che si affaccia sul mare. La zona è costellata da cottage separati dal mare da una strada realizzata nel 1930.

## Società

### Evoluzione demografica
Nel 2018, la popolazione di Gardenstown era sitmata in 560 unità.
La località ha conosciuto un progressivo decremento demografico rispetto ai precedenti 17 anni: nel 2001, contava 740 abitanti, nel 2 011 670 abitanti, mentre nel 2016 la popolazione stimata era pari a 590 unità (di cui 307 erano donne e 283 erano donne).
Nel 2016, la popolazione al di sotto dei 16 anni era stimata in 66 unità (di cui 43 erano i bambini al di sotto del 10 anni), mentre la popolazione dai 65 anni in su era stimata in 172 unità (di cui 46 erano le persone dagli 80 anni in su).